# Đại học Pomona
Đại học Pomona (tiếng Anh: Pomona College) là một trường đại học giáo dục khai phóng tư nhân ở thị xã Claremont, tiểu bang California. Trường được thành lập vào năm 1887 và vào năm 1920 trở thành thành viên sáng lập của Liên minh Đại học Claremont cùng với Đại học Claremont McKenna, Viện Scripps, Đại học Harvey Mudd và Đại học Pitzer.
Pomona tập trung hoàn toàn vào giảng dạy cử nhân hệ bốn năm dưới hình thức giáo dục khai phóng (liberal arts). Vào mùa thu 2018, trường có khoảng 1.700 sinh viên đại diện cho tất cả 50 tiểu bang của Hoa Kỳ và 63 quốc gia. Trường cung cấp 48 chuyên ngành và 600 khóa học, ngoài ra sinh viên có thể học tập gần 2000 khóa học bổ sung tại các trường thành viên khác trong Liên minh Đại học Claremont. Khuôn viên chính của Pomona rộng 140 mẫu Anh (57 ha) nằm trong một cộng đồng dân cư gần chân đồi của dãy núi San Gabriel.

## Học thuật

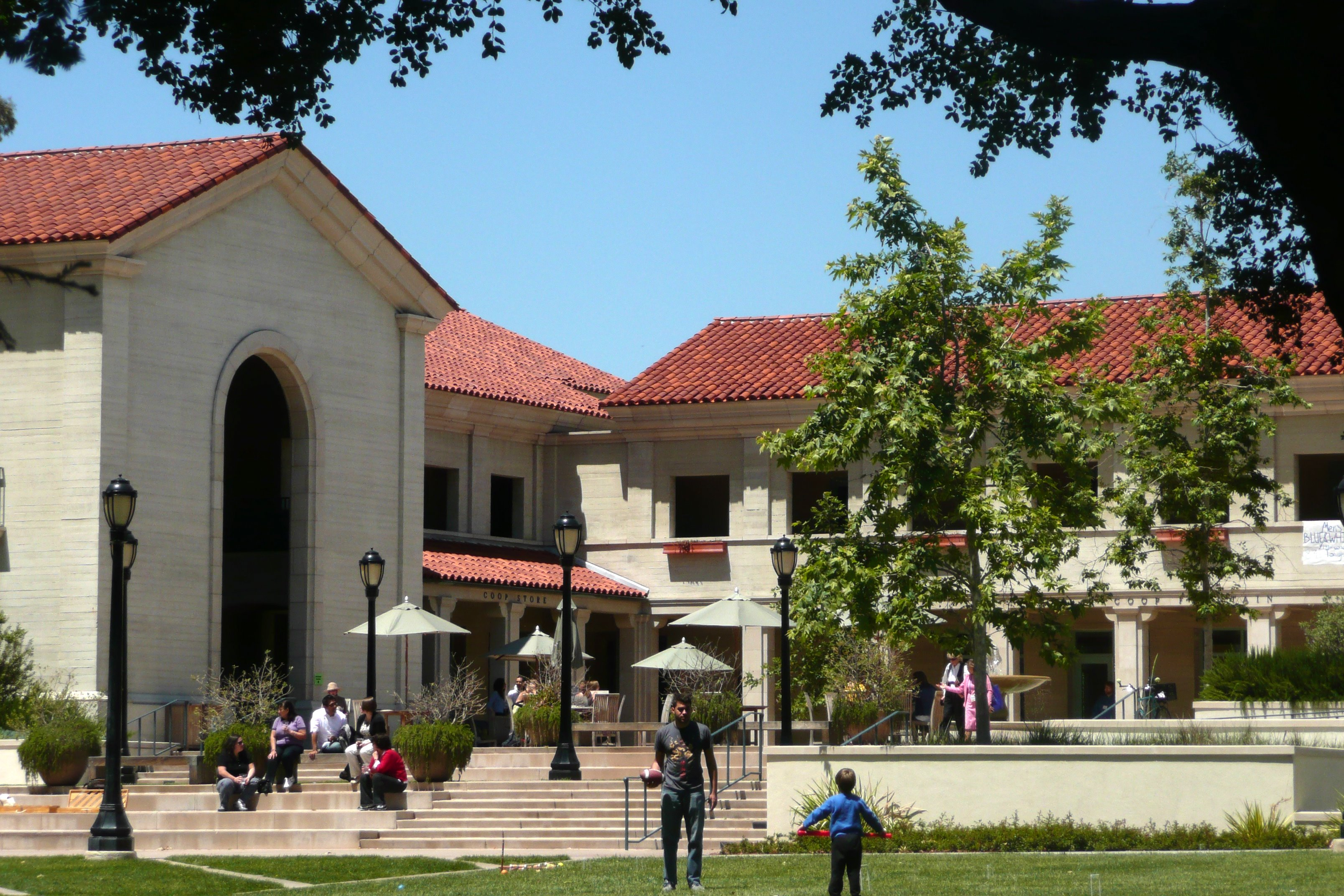
Smith Campus Center trong khuôn viên Đại học Pomona

Vào chu kỳ tuyển sinh 2022, Pomona nằm trong top 20 trường có tỷ lệ trúng tuyển thấp nhất tại Mỹ với tỉ lệ chấp nhận khoảng 9%. Năm 2020, sinh viên Pomona có điểm SAT trung bình đứng thứ 18 trong toàn bộ các trường đại học Mỹ theo US News & World Report. Hiện nay, Pomona được Forbes, US News & World Report, và Tạp chí Phố Wall/Thời đại Giáo dục xếp hạng top 5 trong nhóm Đại học theo mô hình giáo dục khai phóng (khác với nhóm Đại học Nghiên cứu Quốc gia) tại Mỹ. Trong đó, Niche Lưu trữ ngày 25 tháng 11 năm 2021 tại Wayback Machine xếp Pomona đứng đầu trong số các Đại học Khai phóng tại Mỹ. Xếp hạng chung với nhóm Đại học nghiên cứu của Forbes đánh giá Pomona đứng thứ 19 tại Mỹ. Cùng với 2 trường trong Liên minh Đại học Claremont là Đại học Pitzer và Đại học Claremont McKenna, Pomona là một trong 10 trường Đại học sản sinh ra nhiều học giả Fulbright nhất nước Mỹ tính trên tỷ số sinh viên bình quân đầu người (per capita).
Pomona có khoản tài trợ lên đến 2.325 tỷ đô la vào năm 2018, đứng thứ 7 trong số các trường Đại học có tài sản tài trợ (endowment) trung bình lớn nhất nước Mỹ. Năm 2018, Niche xếp Pomona là trường đại học đa dạng nhất trong cả nước; trong số các sinh viên theo học, 74% đến từ ngoài tiểu bang, 56% nhận được hỗ trợ tài chính dựa trên nhu cầu và 61% được xác định là người da màu hoặc sinh viên quốc tế.

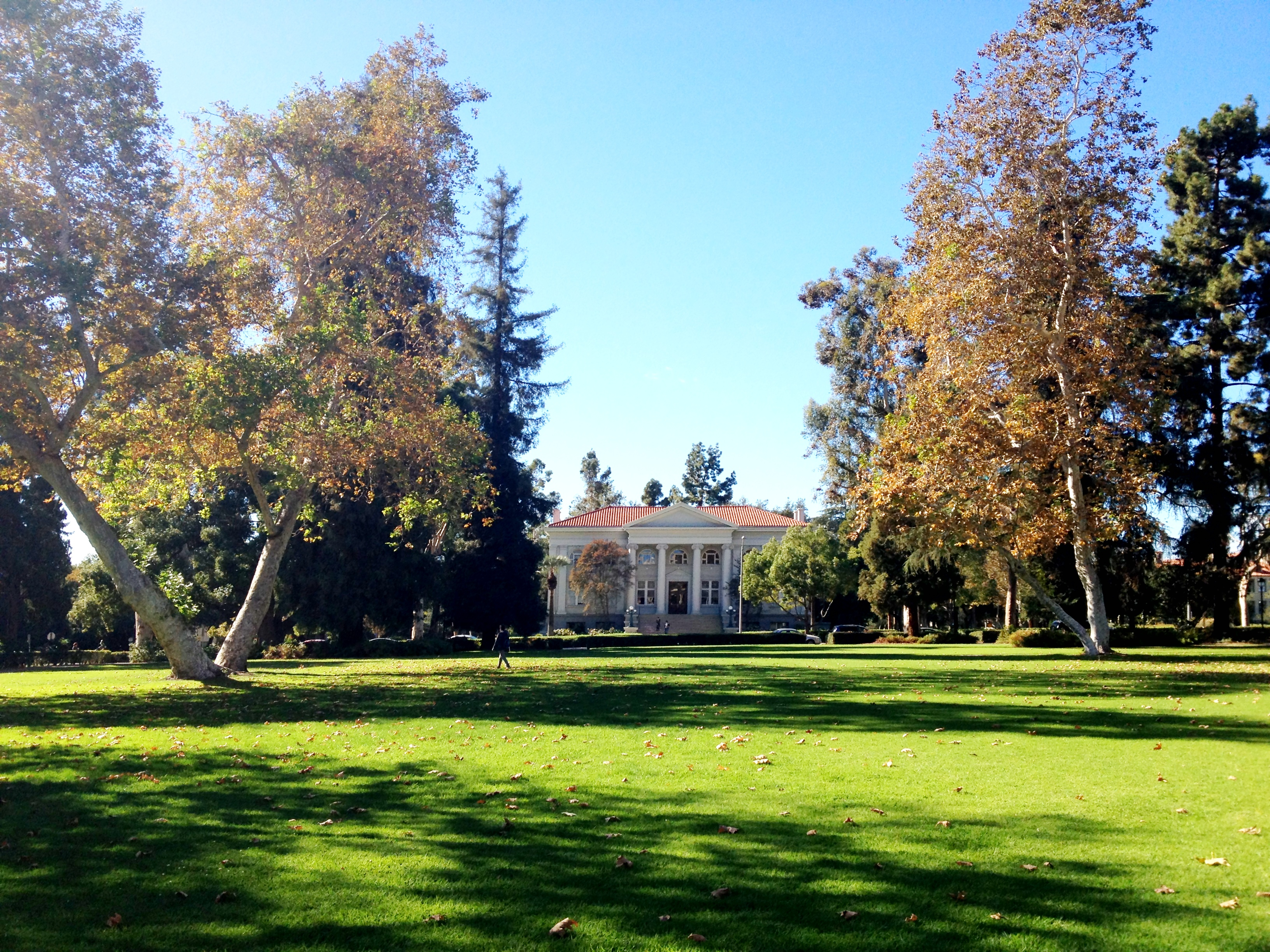
Marston Quadrangle tạo thành trung tâm của khuôn viên Pomona.

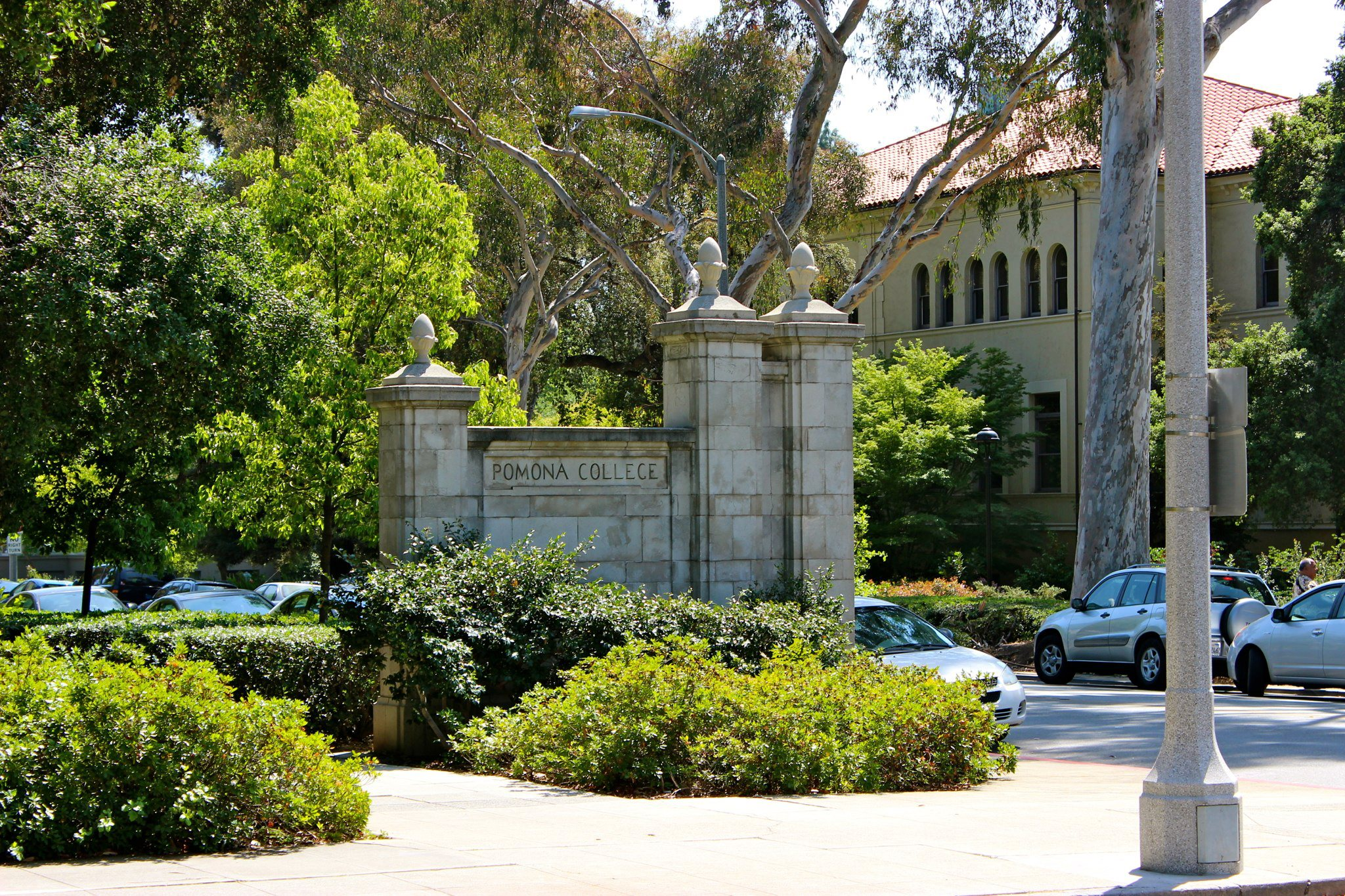
College Gates ban đầu đánh dấu rìa phía bắc của khuôn viên Pomona.

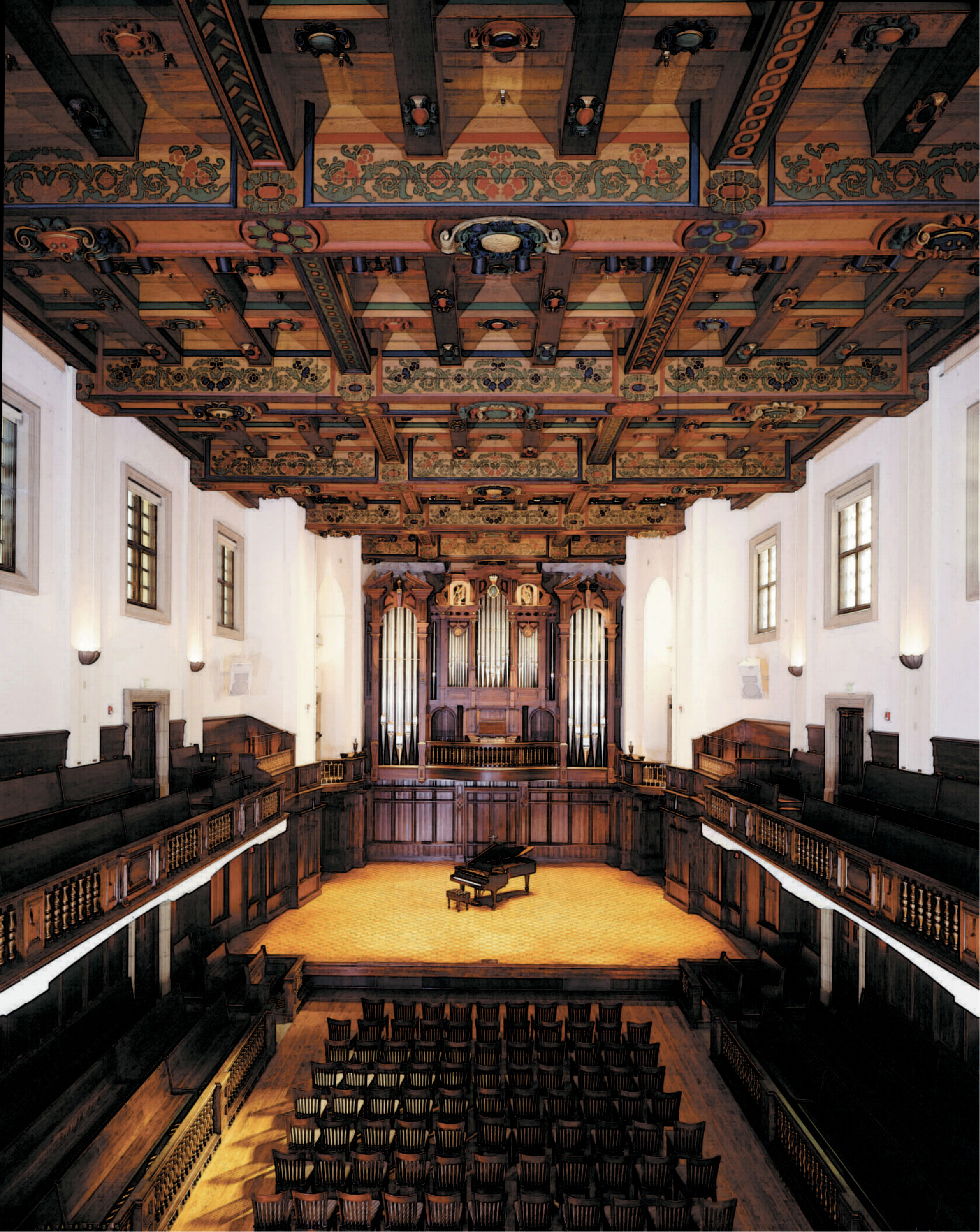
Hội trường Âm nhạc Bridges là nơi tổ chức một loạt các buổi biểu diễn của các nhóm nhạc trong trường đại học.

## Chú thích

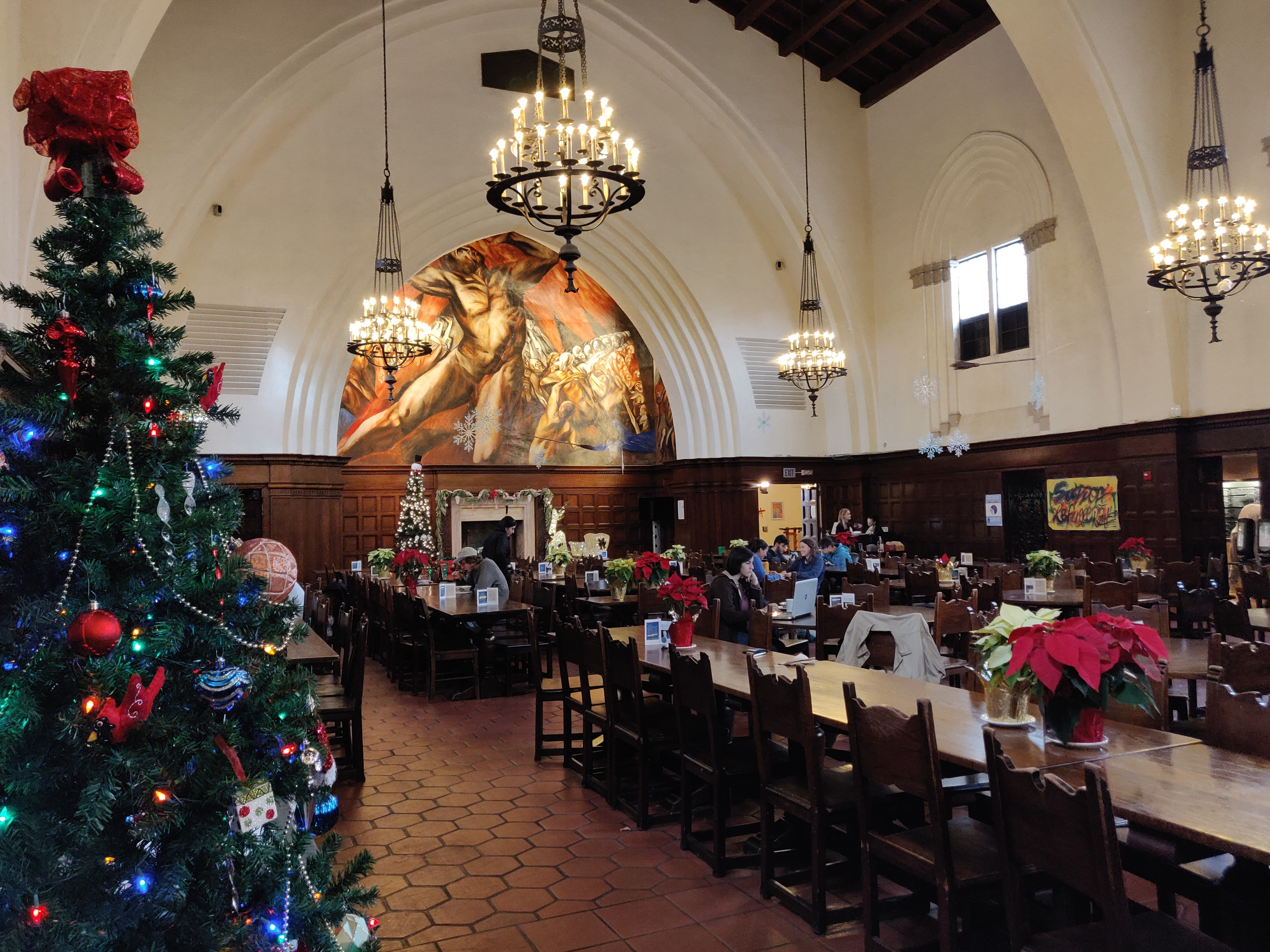
Bên trong nhà ăn Frary tại một dịp Giáng Sinh